# 銘岳
铭岳（1799年—1861年），字东屏，号瘦仙，苏完瓜尔佳氏，汉军正白旗人。清朝政治人物，进士出身，授世袭骑都尉。

## 生平
道光十五年（1835年）乙未科进士。官南康府同知，保舉道员，江西宁都直隶州知州。咸丰十年二月，太平天國攻打浙江，奉命增援，阵亡，授世袭骑都尉，入祀京师、浙江昭忠祠。道光丁酉、甲辰科江西乡试同考官。著有《妙香馆诗钞》。

## 家庭
- 始祖卜哈（又布哈）。
- 世祖阿尔松哥（又阿爾松阿）。
- 世祖石翰。
- 世祖石廷柱，鑲紅旗漢軍都統，从龙入关。
- 世祖绰尔们，首任正白旗汉军第一叅领第四佐领、二等侍卫。妻李氏（父正黄旗汉军、陕西提督李思忠 (清朝)）。
- 太高祖石文晟，湖廣總督。嫡妻李氏（父正黄旗汉军李耀祖，祖父陕西提督李思忠 (清朝)）。胞兄康熙十五年（1676年）丙辰科进士石文桂。
- 高祖成峨，江西布政使。
- 曾祖伊星阿，銮仪卫冠军使。
- 祖父延方（又清泰），原任参领。祖母李氏（父正黄旗汉军李景淳，曾祖李錕，曾祖伯诗人李锴，高祖湖廣總督李輝祖）。
- 父舒奎，原任参领。母盧氏（父盧名恪）。
- 妻金氏（父金積福）。
- 子凤藻（字小东，号二屏），袭骑都尉世职，两浙盐运司运副[3]。妻萨克达氏（父杭州将军巴彦岱）。
- 子凤声，杭州理事同知，咸丰十年二月殉难，授云骑尉世职。